# Estomatite

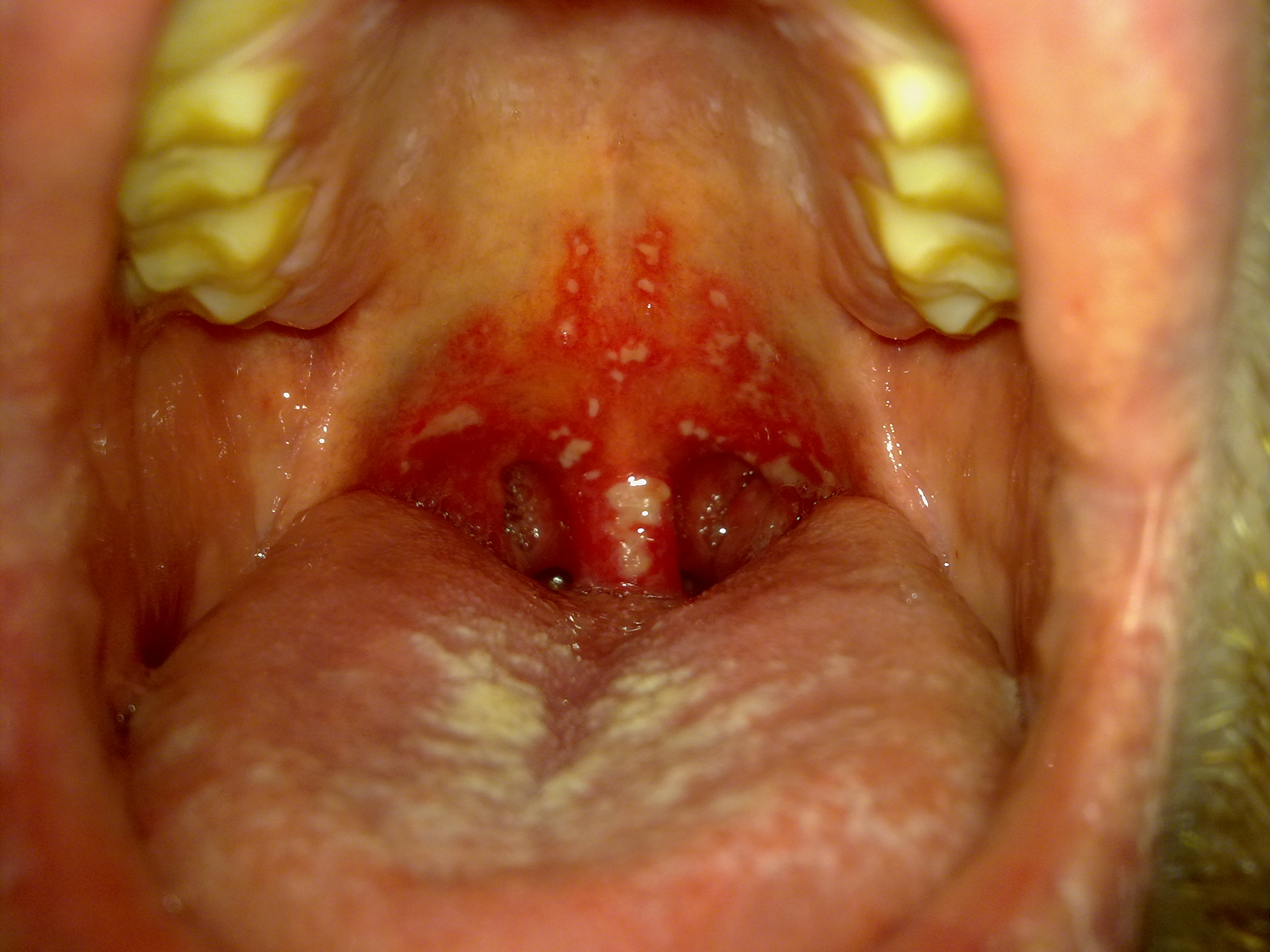
Estomatite causada por herpes simplex

Estomatite (do grego antigo: stoma- boca; -itis inflamação) se refere a inflamações da cavidade bucal ou lábios por qualquer causa, com ou sem ulceração oral (aftas). Quando associada a inflamação da gengiva (gengivite) é chamada de gengivoestomatite.

## Causas
Entre as possíveis causas estão:

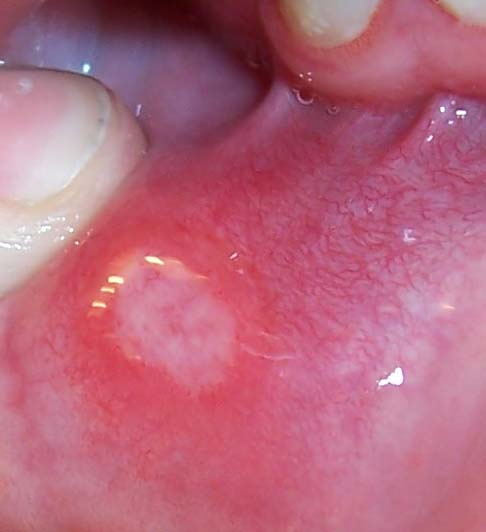
Afta vulgar (estomatite aftosa)

- Aftas, são a causa mais comum. Pode ser uma resposta imune mediada por linfócitos T com predisposição genética e desencadeada por fatores ambientais ou hormonais. Desaparecem em poucos dias mesmo sem tratamento.[2]
- Deficiência de vitaminas do complexo B (B2, B3, B6, B12) ou ferro;
- Infecção por vírus, como herpes simplex;
- Infecção por bactérias pode causar estomatite necrotizante ulcerativa ou noma (Cancrum oris).
- Candidíase oral;
- Agentes tóxicos ou irritantes como álcool e tabaco;
- Reação alérgica;
- Trauma, frequentemente associado a próteses, aparelhos e dentaduras;
- Doenças autoimunes como lúpus ou doença de Crohn;
- Queimaduras leves;
- Radiação ionizante como radioterapia para câncer.

## Diagnóstico
O diagnóstico é principalmente baseado na aparência clínica e na história médica. Um exame nutricional e um cultivo da flora bucal pode ser útil para identificar a causa. 

## Tratamento
Cada causa de estomatite possui um tratamento diferente. Geralmente desaparecem em alguns dias mesmo sem tratamento. Uma boa higiene bucal e uma dieta rica em vitamina B (frutas e legumes) e evitar substâncias irritativas (como pimenta, ácidos fortes, álcool e tabaco) ou alergênicas (como frutos do mar) pode prevenir recorrencias e complicações.